# Алонсо, Хосе Антонио
Хосе Антонио Алонсо Суарес (исп. José Antonio Alonso Suárez; 28 марта 1960, Леон, Испания — 2 февраля 2017, Мадрид, Испания) — испанский государственный деятель, министр внутренних дел (2004—2006) и министр обороны Испании (2006—2008).

## Биография
Был другом детства будущего премьер-министра Испании Хосе Луиса Родригеса Сапатеро, с которым он учился на уровне базового и высшего образования. Окончил юридический факультет Леонского университета, получил ученую степень и с 1985 г. работал судьей. В 1988 г. он был назначен мировым судьей, через год — судьей по уголовным делам в Мадриде, затем — магистратом провинциального суда Мадрида, эту должность занимал до конца жизни.
С 1994 по 1998 г. был представителем левой ассоциации «Судьи за демократию». В 2001 г. был избран членом Генерального совета судебной власти, покинул эту должность в 2004 г. для участия во всеобщих выборах в качестве главы списка Испанской социалистической рабочей партии (ИСРП) в провинции Леон.
В 2004—2006 гг. — министр внутренних дел Испании в кабинете Сапатеро. На этом посту добился успеха в борьбе с террористической группировкой ЭТА, в этот период не было зафиксировано ни одной жертвы баскских радикалов.
В 2006—2008 гг. — министр обороны Испании. В это время испанские миротворцы были направлены в Ливан, а также была увеличена численность военного контингента в Афганистане.
По итогам выборов в Конгресс депутатов 2008 г. возглавил парламентскую фракцию ИСРП.
В 2012 г. принял решение об уходе из политической жизни «по семейным обстоятельствам».
Участвовал в многочисленных университетских курсах и конференциях по испанскому языку, экономике, праву и истории.
В 2015 г. у него было диагностировано онкологическое заболевание.

## Награды и звания
- Большой крест ордена Карлоса III
- Большой крест ордена Святого Раймунда Пеньяфортского
- Кавалер Большого креста ордена «За заслуги перед Литвой» (2005)[1]